# 莫戈格琼县

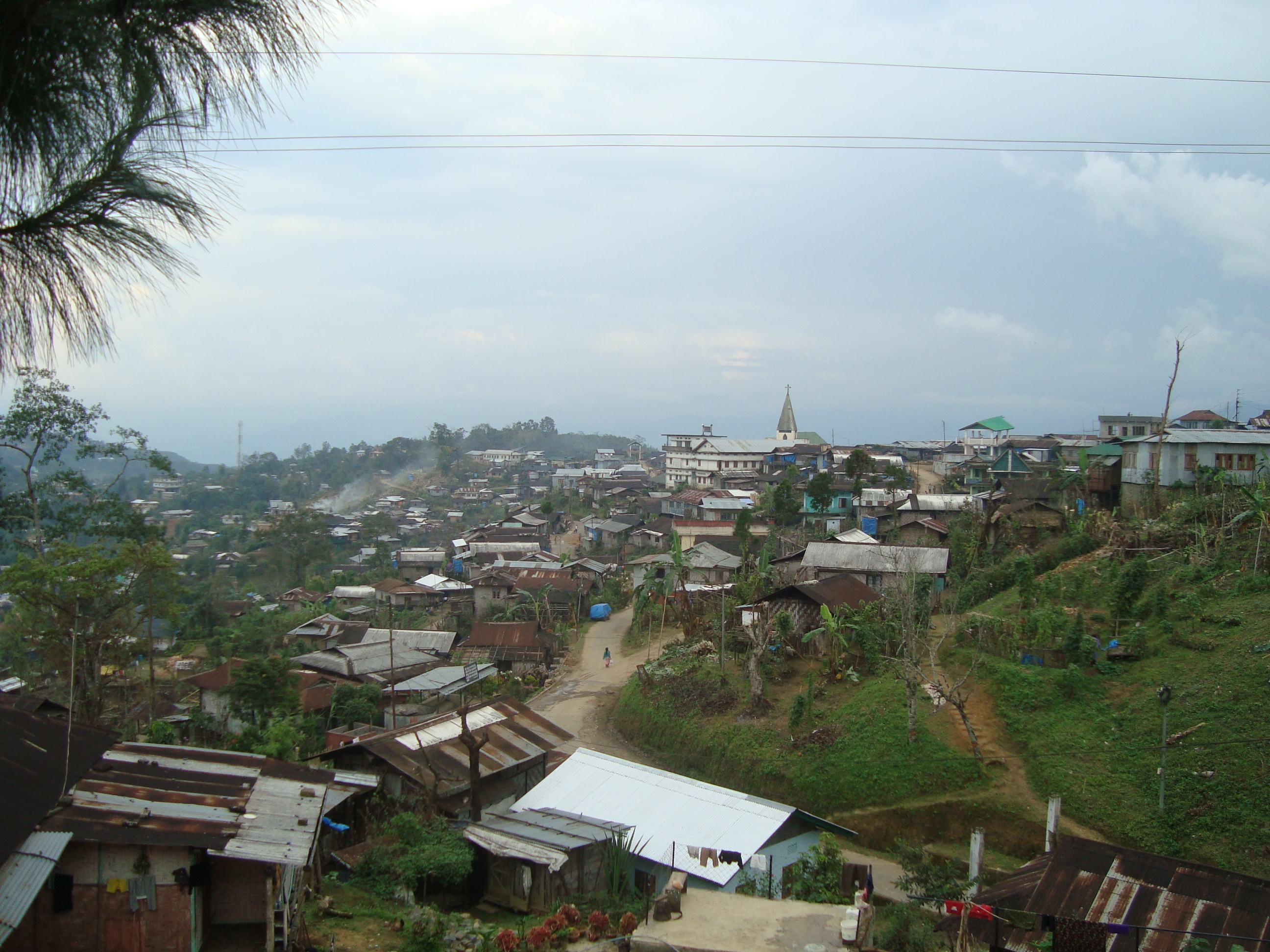

莫戈格琼縣（Mokokchung district）是印度那加蘭邦的一個縣，位於該國東北部，面積1,615平方公里，2011年人口193,171，九成半人口信奉基督教，人口密度每平方公里120人。

## 外部連結
- Mokokchung District at National Informatics Center
- About Mokokchung